# لا بید د اخدا
لا بید د اخدا (به اسپانیایی: La Vid de Ojeda) یک شهرستان در اسپانیا است که در استان پالنسیا واقع شده‌است.

## خصوصیات
لا بید د اخدا ۲۰ کیلومترمربع مساحت و ۱۳۰ نفر جمعیت دارد.